# Jisra'el ha-jom

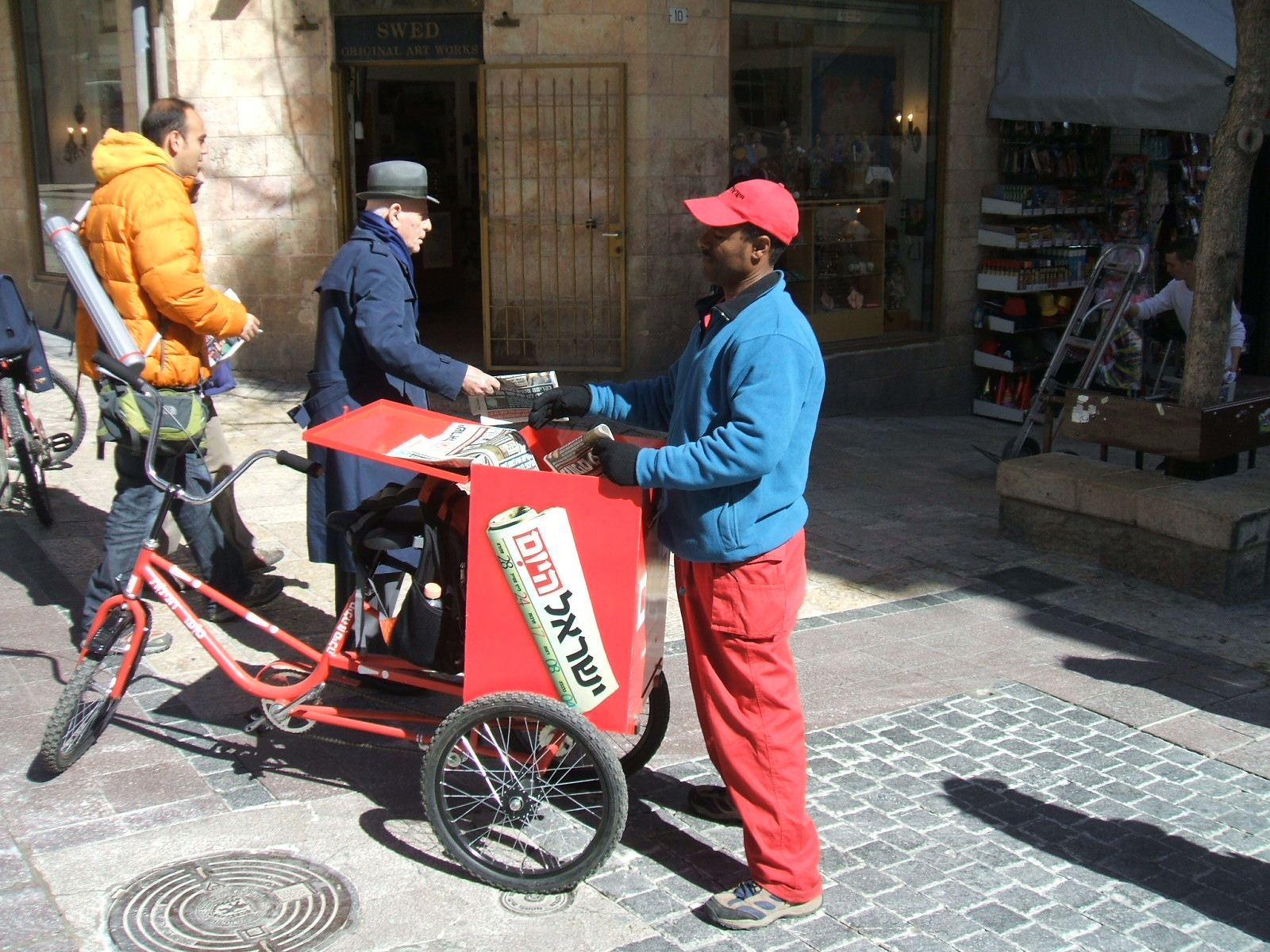
Distribuce listu Jisra'el ha-jom v Jeruzalému

Jisra'el ha-jom (hebrejsky ישראל היום, doslova Izrael dnes) je hebrejsky psaný bezplatný deník vycházející v Izraeli od roku 2007.
První číslo vyšlo 30. července 2007. Zpočátku list vycházel pětkrát týdně. Od 20. listopadu 2009 začala vycházet i víkendová příloha se sekcemi zpravodajství, politika a kultura. Deník je distribuován předplatitelům do domácností, pracovišť a je ve volném prodeji na veřejných místech a ve veřejné dopravě. V roce 2010 bylo oznámeno, že Jisra'el ha-jom se stal nejčtenějším izraelským deníkem a překonal tak dlouho dominantní list Jedi'ot achronot.